# 笹川功二
笹川 功二（ささがわ こうじ、1976年2月2日 - ）は、日本の俳優。新潟県出身。元プチスマイル所属。現在はフリー。身長174cm、血液型はO型。
映像作家としても活動中。

## 出演

### バラエティ
- ちゃんネプ（テレビ朝日）
- やるヌキッ!（テレビ東京）

### テレビドラマ
- 金曜エンタテイメント『内田康夫ミステリー 信濃のコロンボ2』（フジテレビジョン）
- ワンダフルミニドラマ「狂った夏」（TBS）
- 編集王
- 月曜ミステリー劇場
  - ゴミは殺しを知っている2
  - 探偵 左文字進5
- スタアの恋 第3話
- 動物のお医者さん 第10話
- ウルトラQ dark fantasy「午前2時の誘惑」

### CM
- アルペン
- エプソンインターカラー
- 住友VISAカード
- NTTドコモインフォマーシャル「アイノウタ」全26話
- NTTドコモ「FOMA」「ハトポッポ編」
- NTTドコモ東海「割引施策」
- NTTドコモ中国
- ダイハツ工業「21世紀の始まり」
- レイクアルサ
- TKC全国会

### 広告
- U2B学生援護会
- Yahooパートナー

### 映画
- ビー・バップ・ハイスクール - 兼子ノブオ役
- お受験（松竹）

### 舞台
- 松尾貴史の人格懐疑室〜ヒストリー オブ ヒステリー〜（青山円形劇場）
- オオクニヌシ（新橋演舞場）
- ハッピー兄弟（劇団方南ぐみに客演）
- A FEW GOOD MAN 選ばれた者たち（東京グローブ座）
- 麗しのサブリナ（銀座博品館劇場）
- 黄金のつばさ（ウッディシアター中目黒）
- Dramatic Backdrop vol.1『7g』（パンプルムス）
- Tail 〜ラピスラズリ〜（三鷹市芸術文化センター 星のホール）